# Röderburg
Die Röderburg (auch Räderburg, Röder Burg, Roder Borg, Reder Borg genannt) ist eine abgegangene Wasserburg vom Typus einer Turmhügelburg (Motte). Die Wall- und Grabenreste liegen im Wald nordöstlich der L 3125 an der K 89 nach Höingen, ca. 1,7 km südöstlich von Roßberg, einem Ortsteil der Gemeinde Ebsdorfergrund, im Landkreis Marburg-Biedenkopf dicht an dessen Grenze zum Vogelsbergkreis.

## Beschreibung
Es handelt sich um eine Burgwüstung, die die Merkmale einer einst mit Graben und Wall befestigten Mottenanlage aufweist. Der Burghügel hatte einen Durchmesser von etwa 20 m und war von einem Wassergraben umfasst. Dieser hatte eine Breite von bis zu 14 m. Umgeben wurde der Wassergraben kreisförmig zu drei Vierteln von einem Wall, der aber im Nordwesten der Anlage fehlt. Der Wall hatte eine Höhe von 2,5 m und eine Breite von 10 bis 13 m. Im Nordwesten wurde das Vorgelände der Burg von zwei Gräben und einem Wall zusätzlich gesichert. Diese nordwestliche Befestigung wurde erst relativ spät notwendig, zuvor war die Anlage dort durch den Lauf des Robaches abgesichert. Notwendig wurde diese zusätzliche Absicherung, da das Vorburggelände in nördlicher Richtung unter Einbeziehung des Baches erweitert worden war. Die Wall- und damit die Burganlage wurde jedoch nicht vollendet, was heute daran erkennbar ist, dass die Wallanlage zu beiden Seiten vor einem Anschluss an die Kernburg abbricht.
Eine urkundliche Erwähnung der Burggründung wurde bislang nicht gefunden. Aufgrund archäologischer Funde wird die Burg in die Zeit zwischen dem 13. bis 15. Jahrhundert datiert. Bestätigt wurde dies durch Funde im „Roda“ oder „Rode“ genannten, unmittelbar westlich gelegenen ehemaligen Ort. Allerdings gibt es eine urkundliche Erwähnung von „Roda“ von 750/79, was, falls sich die Identität nachweisen lässt, auf ein höheres Alter hindeuten könnte.

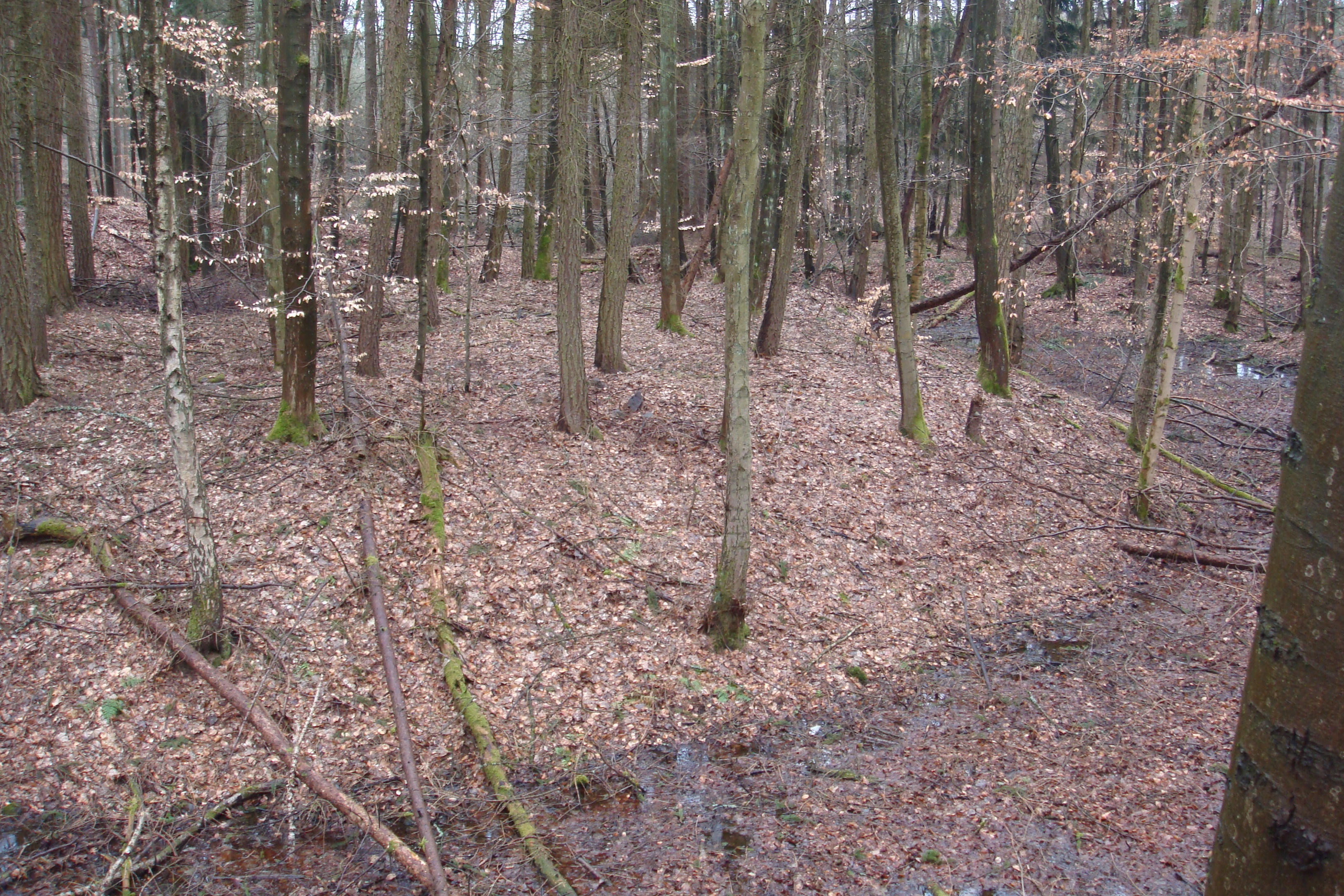
Blick auf die Burginsel